# Perochirus
Perochirus — рід геконоподібних ящірок родини геконових (Gekkonidae). Представники цього роду мешкають на островах Мікронезії і Меланезії.

## Види
Рід Perochirus нараховує 3 види:
- Perochirus ateles (A.H.A. Duméril, 1856)
- Perochirus guentheri Boulenger, 1885
- Perochirus scutellatus (Fischer, 1882)

## Етимологія
Наукова назва роду Perochirus походить від сполучення слів дав.-гр. πηρος — покалечений і χειρ — долоня.